# Edward E. Hammer
Edward E. Hammer (27 de dezembro de 1931 – 16 de julho de 2012) foi um engenheiro. Foi um dos pioneiros em pesquisa da iluminação fluorescente. Suas contribuições sobre fontes de luz incandescente e fluorescente lhe renderam mais de 35 patentes.